# مريبيل تالباوي
مريبيل تالباوي (الاسم العلمي:Meripilus talpae) هو نوع من الفطريات يتبع جنس المريبيل من الفصيلة المريبيلية.